# Étiquette poly-histidine
Une étiquette poly-histidine est un motif d'acides aminés dans une protéine constitué d'au moins six résidus histidine, souvent insérés à l’extrémité N- ou C- terminale de la protéine. On la désigne parfois par les noms hexa-histidine tag (en anglais), 6xHis-tag ou encore la marque déposée His-tag de EMD Biosciences.
Elle est fréquemment utilisée pour la purification par chromatographie d'affinité de protéines synthétisées par génie génétique.
Cette étiquette a été inventée par le laboratoire Roche mais les histidines et leurs vecteurs sont maintenant distribués par Qiagen. Divers kits de purification pour les protéines marquées par l'histidine sont disponibles chez Qiagen, Sigma-Aldrich Corporation, Thermo Scientific, GE Healthcare, entre autres.
L'étiquette peut être utilisée sans restriction pour la recherche académique, en revanche les personnes désirant en faire une utilisation commerciale doivent payer une redevance à Roche. Le brevet original a expiré le 11 février 2003, et relève par conséquent du domaine public, les demandes de redevances actuelles étant basées sur un ensemble de brevets beaucoup plus restreint.
Il existe des étiquettes adaptées pour une utilisation commerciale gratuite, telles que le MK(HQ)6 qui peut être employé pour améliorer l'expression chez E.coli. Les différentes étiquettes disponibles varient selon le nombre de résidus histidine, ainsi que par la présence d'éventuels peptides greffés à la suite de l'étiquette histidine. Ceux-ci permettent de supprimer facilement l'étiquette à l'aide d'une endopeptidase. Autrement, des exopeptidases peuvent être utilisées pour retirer les étiquettes His-tags N-terminales (par exemple, pour le TAGZyme de Qiagen). Le clivage par exopeptidase a l'avantage d'être plus spécifique, évitant ainsi la dégradation accidentelle de la protéine d'intérêt.

## Applications

### Purification de protéines
Les étiquettes poly-histidines sont utilisées pour purifier des protéines recombinantes, en général produites par E. coli ou par d'autres procaryotes.
Les cellules bactériennes sont récoltées par centrifugation et le culot cellulaire résultant est lysé soit par des moyens physiques, soit par des méthodes chimiques (détergents, lysozyme). À ce stade, le lysat contient aussi bien la protéine recombinante que de nombreuses autres protéines issues de la bactérie hôte. L'inclusion d'une étiquette poly-histidine dans le gène recombinant permet d'avoir sur la protéine un motif pouvant être reconnu par chromatographie d'affinité et de purifier la protéine. Les médias d'affinité utilisés peuvent être le Ni Sepharose, le NTA-agarose, le His60 Ni, la résine HisPur, ou encore la résine TALON. Ils portent des ions métalliques, soit du nickel, soit du cobalt auxquels l'étiquette polyhistidine se lie avec une affinité micromolaire. La résine est alors éluée avec un tampon phosphate de façon à éliminer les protéines qui ne portent pas de résidus polyhistidine, et qui ne se sont donc pas liées à la résine. L'ajout de 20 mM d'imidazole permet souvent d'obtenir un meilleur résultat.
En règle générale, les résines contenant du nickel ont une plus grande capacité de fixation, tandis que les résines au cobalt conduisent à une pureté supérieure. La pureté et le rendement peuvent être évalués par SDS-PAGE ou par Western-blot.
Cette méthode de purification donne en général de très bons résultats chez les procaryotes. Chez des organismes plus complexes, tels que les levures, il est souvent nécessaire de recourir à une purification en tandem, en utilisant deux étiquettes différentes pour augmenter la pureté.
L'efficacité de l'étiquetage par polyhistidine ne dépend que de la structure primaire de la protéine recombinante, ce qui en fait une méthode de choix si les conditions imposent que les protéines soient dénaturées. On utilise alors le pH, plutôt que l'imidazole, pour contrôler l'élution : à pH faible (6 pour le cobalt, 4 pour le nickel), l'histidine devient protonée et se détache des ions métalliques. L'élution par le pH serait bien sûr impossible pour les méthodes de purification par affinité telles que la purification des anticorps ou la purification GST où la structure de repliement protéique est importante.
Cependant, les colonnes de chromatographie pour étiquettes polyhistidine retiennent plusieurs impuretés bien connues. L'une d'entre elles est le SlyD, une peptidyl-prolyl isomérase semblable au FKBP qui apparait vers 25 kDa. Pour se débarrasser de cette impureté, on peut utiliser une seconde méthode chromatographique, ou bien réaliser l'expression de la protéine sur une souche spéciale d'E. coli déficiente en SlyD. Il existe aussi des résines au cobalt qui ne retiennent pas le SlyD.

### Essais de fixation
L'étiquetage par polyhistidine peut être utilisé pour détecter les interactions protéine-protéine, d'une façon similaire aux essais d'immunoprécipitation (pull-down assays). Cette technique est généralement considérée comme moins sensible et plus difficile à mettre en place : l'EDTA ne peut pas être utilisé comme détergent, et les conditions réductrices sont inutilisables.

### Marquage fluorescent
Des marqueurs fluorescents appelés  Hexahistidine CyDye ont été développés. Il s'agit d'atomes de nickel liés de façon covalente à des groupes EDTA eux-mêmes attachés à des fluorophores, permettant de créer des pigments qui s'attachent à l'étiquette polyhistidine. Cela permet de suivre la migration et la circulation des protéines modifiées. Cette technique est aussi efficace pour mesurer des distances en utilisant le transfert d'énergie entre molécules fluorescentes.

## Ajout de l'étiquette à une protéine

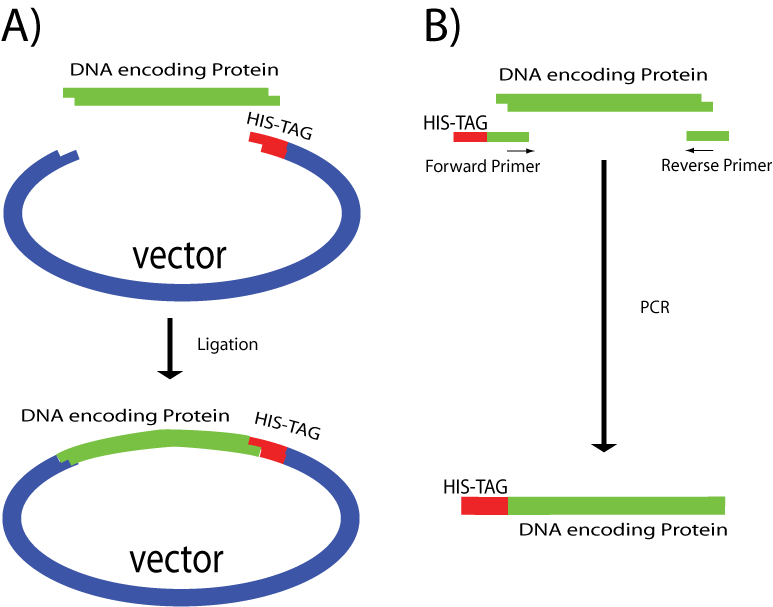
Ajout d'une étiquette polyhistidine.
A) Le His-Tag est inclus dans le vecteur dans lequel l'ADN codant la protéine d'intérêt est inséré. B) Le His-Tag est ajouté grâce à des amorces contenant la séquence d'ADN correspondant à l'étiquette. Après amplification par PCR, le gène aura cette séquence ajoutée à son extrémité N-terminale.

La séquence correspondant à l'étiquette doit être ajoutée après une méthionine au début de la séquence codant la protéine, ou à la fin avant un codon stop. Le choix de l'extrémité dépend de la structure de la protéine d'intérêt, ainsi que de la méthode choisie pour retirer l'étiquette. La plupart des exopeptidases ne peuvent retirer le résidu qu'à l'extrémité N-terminale, d'autres méthodes étant requises pour l'autre extrémité. L'emplacement choisi ne doit bien sûr pas être enfoui au centre de la protéine, ni jouer un rôle important dans sa fonction.
Souvent, on ajoute une séquence de liaison (gly-gly-gly ou gly-ser-gly) entre l'étiquette et la protéine afin d'éviter que l'étiquette ait une influence sur l'activité.

## Détection
Il est possible de détecter des protéines étiquetées par polyhistidines, en utilisant des anticorps anti-étiquette-polyhistidine ou, sur gel d'électrophorèse, avec des sondes fluorescentes portant des ions métalliques. Cela peut être utile pour la localisation subcellulaire, les tests ELISA, le western blot entre autres méthodes immuno-analytiques.